# Tipula (Microtipula) efferox
Tipula (Microtipula) efferox is een tweevleugelige uit de familie langpootmuggen (Tipulidae). De soort komt voor in het Neotropisch gebied.